# 林德-汉普逊循环

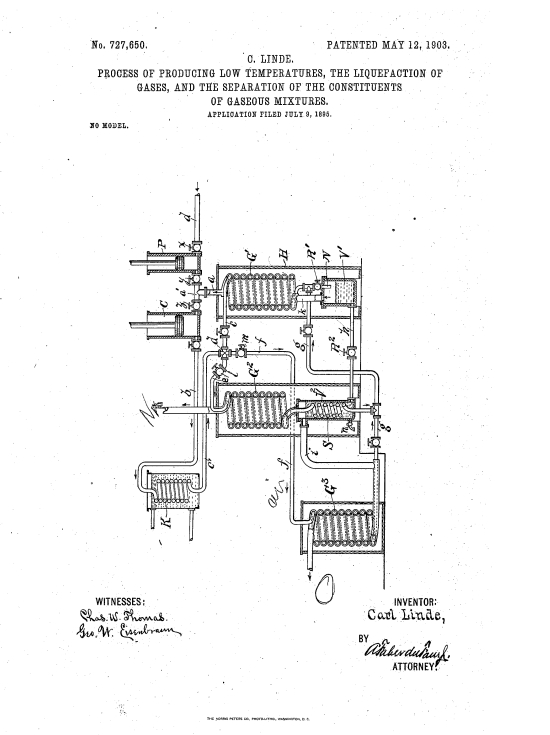
1895年专利

林德－汉普逊循环用于气体的液化，特别是空气分离。 威廉·汉普逊和卡尔·冯林德于1895年分别独立地申请了该循环的专利。
林德－汉普逊系统引入了再生冷却——一种正反馈冷却系统。热交换器布置允许绝对温差(e.g.0.27 °C/atm J-T下空气的冷却)超过单级冷却，并达到液化“固定”气体所需的低温。
汉普森－林德循环与西门子循环的不同在于膨胀阶段。西门子循环中气体对外做功降温度降低，林德－汉普逊循环则仅依赖于焦耳－汤姆逊效应。优点是冷侧不需要移动部件。

## 循环过程
1. 通过压缩加热气体，以给予其参与循环所需的外部能量。
2. 通过将气体浸入低温环境的方式将其冷却，使其失去一部分热量（和能量），
3. 通过换热器用来自下一（和最后）阶段的返流气体对其进行冷却，
4. 使气体通过焦耳－汤姆逊孔，以进一步冷却，降低热量，但保存势能而非动能。 
现阶段气体达到整个过程的最低温度，将再度循环并被送回－
5. 加热－参与阶段3时作为冷却剂，然后
6. 送回至阶段1，开始下一个循环，并通过压缩略微复热。

在每个循环中，净冷却大于在循环开始时加入的热量。当气体经过更多循环温度降逐步降低，在扩压缸处达到更低的温度将变得更为困难。

## 扩展阅读
- Timmerhaus, Klaus D.; Reed, Richard Palmer. . 2007: 8. ISBN 978-0-387-46896-9.
- Almqvist, Ebbe. . 2003: 160. ISBN 0-306-47277-5.